# Beachvolleyball-Weltmeisterschaft 1999
Die Beachvolleyball-Weltmeisterschaft 1999 fand vom 19. bis 25. Juli in Marseille (Frankreich) statt. Die Wettbewerbe für Frauen und Männer wurden parallel ausgetragen. Es war die zweite offizielle WM. Bei den Frauen setzten sich die Brasilianerinnen Adriana Behar und Shelda Bede im Endspiel gegen das US-amerikanische Duo Annett Davis und Jenny Johnson Jordan durch. Bei den Männern scheiterten die Schweizer Brüder Martin und Paul Laciga erst im Finale an den Brasilianern Emanuel Rego und José Loiola. Der Deutsche Volleyball-Verband war mit insgesamt sechs, Österreich mit vier und die Schweiz ebenfalls mit sechs Teams vertreten.

## Platzierungsspiele

### Frauen
| Viertelfinale                 | Viertelfinale     | Viertelfinale |
| ----------------------------- | ----------------- | ------------- |
| Sandra Pires / Adriana Samuel | Takahashi / Saiki | 15:4          |
| Masakayan / Youngs            | Schmidt / Staub   | 15:12         |
| Hoffnungslauf (Repechage)     |                   |               |
| Adriana Behar / Shelda Bede   | Schmidt / Staub   | 15:7          |
| Davis / Jordan                | Takahashi / Saiki | 15:6          |

|  | Halbfinale                    | Halbfinale     |                               |    | Finale | Finale |
|  |                               |                |                               |    |        |        |
|  | Adriana Behar / Shelda Bede   | 15             |                               |    |        |        |
|  | Sandra Pires / Adriana Samuel | 0              |                               |    |        |        |
|  |                               |                |                               |    |        |        |
|  |                               |                |                               |    |        |        |
|  | Adriana Behar / Shelda Bede   | 15             |                               |    |        |        |
|  |                               | Davis / Jordan | 11                            |    |        |        |
|  |                               |                |                               |    |        |        |
|  | Spiel um Platz 3              |                |                               |    |        |        |
|  |                               |                | Masakayan / Youngs            | 15 |        |        |
|  | Davis / Jordan                | 15             | Sandra Pires / Adriana Samuel | 0  |        |        |
|  | Masakayan / Youngs            | 11             |                               |    |        |        |

### Männer
| Viertelfinale             | Viertelfinale    | Viertelfinale |
| ------------------------- | ---------------- | ------------- |
| Pará / Marques            | Emanuel / Loiola | 15:9          |
| Bosma / Díez              | Johnson / Kiraly | 16:14         |
| Hoffnungslauf (Repechage) |                  |               |
| Emanuel / Loiola          | Prosser / Zahner | 15:11         |
| Laciga / Laciga           | Johnson / Kiraly | 17:15         |

|  | Halbfinale       | Halbfinale      |                |    | Finale | Finale |
|  |                  |                 |                |    |        |        |
|  | Emanuel / Loiola | 15              |                |    |        |        |
|  | Bosma / Diez     | 11              |                |    |        |        |
|  |                  |                 |                |    |        |        |
|  |                  |                 |                |    |        |        |
|  | Emanuel / Loiola | 15              |                |    |        |        |
|  |                  | Laciga / Laciga | 8              |    |        |        |
|  |                  |                 |                |    |        |        |
|  | Spiel um Platz 3 |                 |                |    |        |        |
|  |                  |                 | Bosma / Diez   | 7  |        |        |
|  | Laciga / Laciga  | 15              | Pará / Marques | 15 |        |        |
|  | Pará / Marques   | 11              |                |    |        |        |

## Endstand
| Frauen | Frauen                 | Frauen                        |
| Platz  | Nation                 | Namen                         |
| ------ | ---------------------- | ----------------------------- |
| 1      | Brasilien              | Adriana Behar / Shelda Bede   |
| 2      | Vereinigte Staaten     | Davis / Jordan                |
| 3      | Vereinigte Staaten     | Masakayan / Youngs            |
| 4      | Brasilien              | Sandra Pires / Adriana Samuel |
| 5      | Deutschland            | Schmidt / Staub               |
| 5      | Japan                  | Takahashi / Teru Saiki        |
| 7      | Australien             | Manser / Pottharst            |
| 7      | Deutschland            | Friedrichsen / Müsch          |
| 9      | Australien             | Clarke / Cook                 |
| 9      | Brasilien              | Adriana / Monica              |
| 9      | Vereinigtes Konigreich | Cooper / Glover               |
| 9      | Niederlande            | Kadijk / Schoon-Kadijk        |
| 13     | Australien             | Tholen / Straton              |
| 13     | Griechenland           | Karadassiou / Sfyri           |
| 13     | Italien                | Gattelli / Perrotta           |
| 13     | Vereinigte Staaten     | Hanley / Reno                 |
| 17     | Brasilien              | Ana Paula / Jackie Silva      |
| 17     | China Volksrepublik    | Chi Rong / Xiong Zi           |
| 17     | Frankreich             | Prawerman / Rigaux            |
| 17     | Italien                | Bruschini / Solazzi           |
| 17     | Mexiko                 | Almaral / Huerta              |
| 17     | Tschechien             | Celbová / Nováková            |
| 17     | Vereinigte Staaten     | Arce / Fontana                |
| 17     | Vereinigte Staaten     | McPeak / Reece                |
| 25     | Australien             | Gooley / Sanderson            |
| 25     | Bulgarien              | Jantschulowa / Jantschulowa   |
| 25     | Frankreich             | Salinas / Tari                |
| 25     | Norwegen               | Byberg / Larsen               |
| 25     | Portugal               | Pereira / Schuller            |
| 25     | Thailand               | Arlaisuk / Pangka             |
| 25     | Tschechien             | Hudcová / Tobiášová           |
| 25     | Vereinigte Staaten     | Dodd / Kirby                  |
| 33     | Italien                | de Marinis / Nascimento       |
| 33     | Japan                  | Ishizaka / Seike              |
| 33     | Japan                  | Kusuhara / Tokuno             |
| 33     | Kanada                 | Drakich / Russo               |
| 33     | Mexiko                 | Galindo / Gaxiola             |
| 33     | Vereinigte Staaten     | Blomquist / Reynolds          |
| 33     | Vereinigte Staaten     | McSorley / Wood               |
| 33     | Vereinigte Staaten     | O’Hara / Schritter            |
| 41     | China Volksrepublik    | Han Bo / Tian Jia             |
| 41     | China Volksrepublik    | Liu Chun Ying / Zhang Jingkun |
| 41     | Deutschland            | Pianka / Pohl                 |
| 41     | Vereinigtes Konigreich | Austin / Oliver               |
| 41     | Italien                | Folco / Marini                |
| 41     | Japan                  | Nakano / Tsuchiya             |
| 41     | Kanada                 | Broen Ouellette / Pack        |
| 41     | Kanada                 | Gougeon / Parsons             |
| 41     | Kanada                 | Solecki / Tough               |
| 41     | Mexiko                 | Miranda / Valencia            |
| 41     | Norwegen               | Glesnes / Maaseide            |
| 41     | Osterreich             | Basagic / Montagnolli         |
| 41     | Portugal               | Costa Santos Sol / Ana Duarte |
| 41     | Schweden               | Enberg / Tvede                |
| 41     | Schweiz                | Chiaradia / Fontana           |
| 41     | Schweiz                | Hartmann / Schnyder-Benoit    |
| 57     | Frankreich             | Arjona / Barrera              |
| 57     | Frankreich             | Castelli / Reb                |
| 57     | Frankreich             | Chervet / Cordinier           |
| 57     | Frankreich             | Cordinnier / Lacherie         |
| 57     | Frankreich             | Filisetti / Perettoni         |
| 57     | Frankreich             | Indremilla / Monteanu         |
| 57     | Frankreich             | Jaboulin / Molina             |
| 57     | Frankreich             | Picard / Rossignol            |
| 57     | Italien                | Grimaldi / Minunni            |
| 57     | Kanada                 | Inward / Melnick              |
| 57     | Litauen 1989           | Baksyte / Karaleviciene       |
| 57     | Litauen 1989           | Susinskyte / Vaitulioniene    |
| 57     | Litauen 1989           | Tarnauskaite / Tarnauskaite   |
| 57     | Schweiz                | Gintzburger / Skrivan         |
| 57     | Schweiz                | Kölliker / Scheuerpflug-Aeby  |

| Männer | Männer             | Männer                          |
| Platz  | Nation             | Namen                           |
| ------ | ------------------ | ------------------------------- |
| 1      | Brasilien          | Emanuel / Loiola                |
| 2      | Schweiz            | Laciga / Laciga                 |
| 3      | Brasilien          | Pará / Marques                  |
| 4      | Spanien            | Bosma / Diez                    |
| 5      | Australien         | Prosser / Zahner                |
| 5      | Vereinigte Staaten | Johnson / Kiraly                |
| 7      | Vereinigte Staaten | Heidger / Wong                  |
| 7      | Vereinigte Staaten | Henkel / Smith                  |
| 9      | Argentinien        | Baracetti / Salema              |
| 9      | Italien            | Pimponi / Raffaelli             |
| 9      | Kanada             | Child / Heese                   |
| 9      | Vereinigte Staaten | Blanton / Fonoimoana            |
| 13     | Deutschland        | Ahmann / Hager                  |
| 13     | Frankreich         | Canet / Hamel                   |
| 13     | Frankreich         | Jodard / Penigaud               |
| 13     | Portugal           | Brenha / Maia                   |
| 17     | Argentinien        | Conde / Martínez                |
| 17     | Brasilien          | Zé Marco / Ricardo              |
| 17     | Deutschland        | Oetke / Scheuerpflug            |
| 17     | Frankreich         | Deulofeu / Guissart             |
| 17     | Kanada             | Holden / Leinemann              |
| 17     | Osterreich         | Berger / Stamm                  |
| 17     | Russland           | Jermischin / Kuschnerjow        |
| 17     | Vereinigte Staaten | Boullianne / Clark              |
| 25     | Brasilien          | Giovane / Tande                 |
| 25     | Deutschland        | Dieckmann / Dieckmann           |
| 25     | Italien            | Bendandi / Cicola               |
| 25     | Mexiko             | Ibarra / Sotelo                 |
| 25     | Neuseeland         | Eade / Seuseu                   |
| 25     | Norwegen           | Høidalen / Kjemperud            |
| 25     | Norwegen           | Kvalheim / Maaseide             |
| 25     | Russland           | Karassew / Saifulin             |
| 33     | Samoa Amerikanisch | Hannemann / Hannemann           |
| 33     | Australien         | Lukowicz / Searle               |
| 33     | Brasilien          | Roberto Lopes / Franco          |
| 33     | Italien            | Mosci / Salvi                   |
| 33     | Litauen 1989       | Čyvas / Petrenas                |
| 33     | Polen              | Bachorski / Bulkowski           |
| 33     | Puerto Rico        | de Jesus / Velasco              |
| 33     | Tschechien         | Dzavoronik / Stejskal           |
| 41     | Australien         | Anfilloff / Schacht             |
| 41     | Australien         | Grinlaubs / Slack               |
| 41     | Belgien            | Delanghe / Kempenaers           |
| 41     | Brasilien          | Paulão / Rodrigo                |
| 41     | Brasilien          | Paulo Emilio / Fred             |
| 41     | Danemark           | Hansen / Larsen                 |
| 41     | Japan              | Monikawa / Ozaki                |
| 41     | Kanada             | Gatzke / Lewis                  |
| 41     | Lettland           | Stals / Stals                   |
| 41     | Schweden           | Berg / Dahl                     |
| 41     | Schweiz            | Egger / Vesti                   |
| 41     | Schweiz            | Heyer / Tschudi                 |
| 41     | Tschechien         | Kubala / Pakosta                |
| 41     | Tschechien         | Lébl / Palinek                  |
| 41     | Vereinigte Staaten | Chapman / Ryan                  |
| 41     | Vereinigte Staaten | Swatik / Whitmarsh              |
| 57     | Australien         | Blackman / McCloy               |
| 57     | Australien         | Boyd / Gulline                  |
| 57     | Australien         | Durrant / Jones                 |
| 57     | Belgien            | Braeckmanns / Ix                |
| 57     | Belgien            | Ceyfs / Delfosse                |
| 57     | Frankreich         | Agnese / Agnese                 |
| 57     | Frankreich         | Baumgartner / Cès               |
| 57     | Frankreich         | Conte / Rossi                   |
| 57     | Frankreich         | Daguerre / Znatchkowsky         |
| 57     | Frankreich         | Delaye / Veyre                  |
| 57     | Frankreich         | Hollander / Meucci              |
| 57     | Frankreich         | Olivier / Vernet                |
| 57     | Indonesien         | Asmara / Sumoyo                 |
| 57     | Indonesien         | Salim / Sofana                  |
| 57     | Italien            | Abba / Giordano                 |
| 57     | Japan              | Kawai / Yamamoto                |
| 57     | Japan              | Matsunaga / Noguchi             |
| 57     | Japan              | Takao / Watanabe                |
| 57     | Kasachstan         | Aristarchow / Maschebin         |
| 57     | Kasachstan         | Rowkin / Rjuchow                |
| 57     | Norwegen           | Berntsen / Skarlund             |
| 57     | Norwegen           | Boe / Pettersen                 |
| 57     | Norwegen           | Gøranson / Horrem               |
| 57     | Osterreich         | Dobeiner / Leitner              |
| 57     | Osterreich         | Schroffenegger / Schroffenegger |
| 57     | Polen              | Antoniuk / Zukowski             |
| 57     | Schweden           | Andersson / P. Magnusson        |
| 57     | Schweden           | M. Magnusson / Svensson         |
| 57     | Schweden           | Norberg / Norberg               |
| 57     | Spanien            | Luna / Yoyi Luis                |
| 57     | Vereinigte Staaten | Long / Wellman                  |